# Bengtsårfjärden
Koordinaten: 59° 54′ 36″ N, 23° 8′ 24″ O

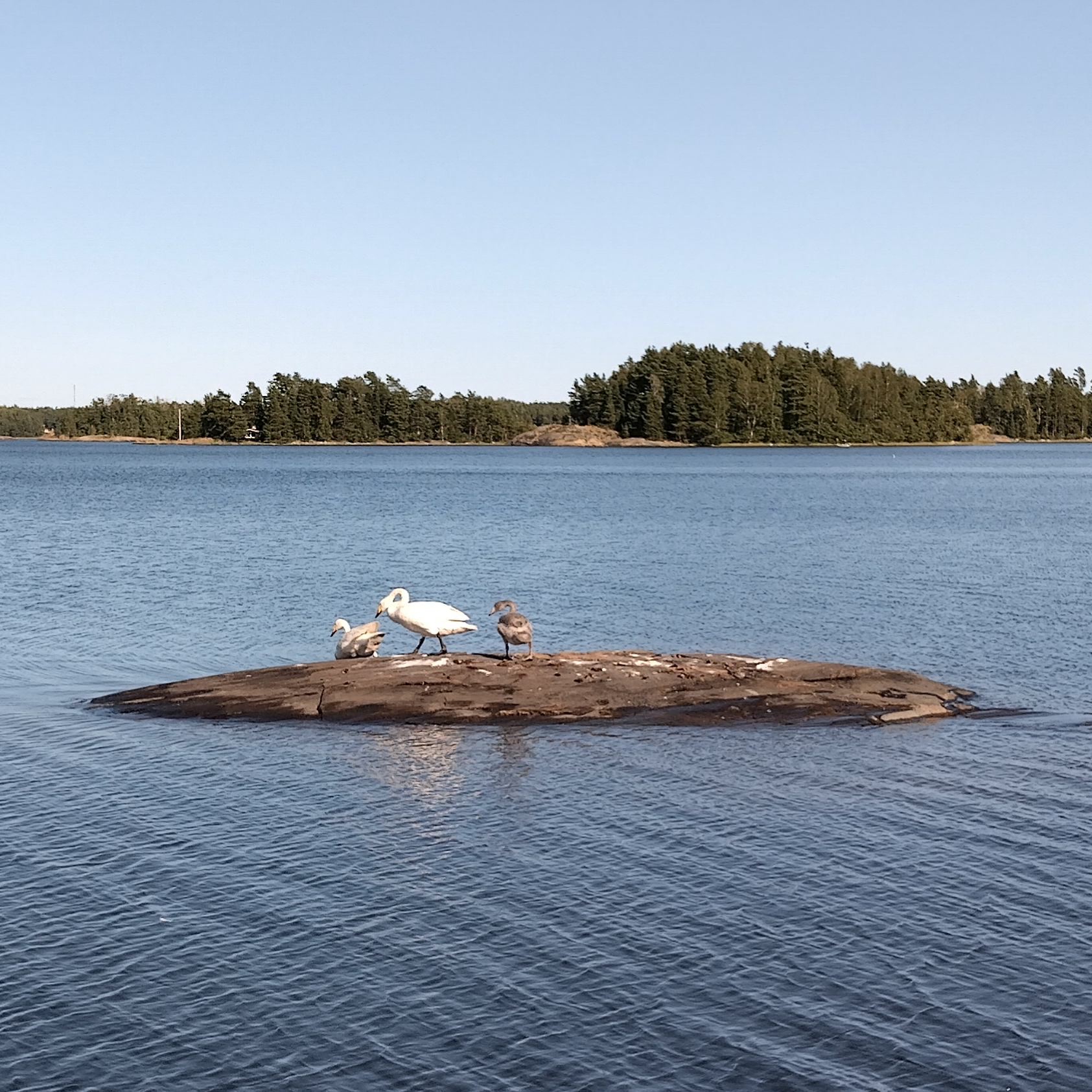
Singschwäne auf einer Klippe im Fjärd Kamsholmsfjärden

Bengtsårfjärden (schwedisch, finnisch Bengtsårin selkä) ist ein Fjärd der Ostsee in der südwestfinnischen Provinz Uusimaa. Er befindet sich in den inneren Schären nördlich der Halbinsel Hanko, genauer östlich der Inselgruppe Bengtsår, und verläuft nordwestlich von der Bucht Krogarsviken bis zur Insel Bengtsår Prästön entlang der heutigen administrativen Grenze zwischen Hanko und Raseborg.
Der Name ist auf aktuellen Karten nicht zu finden. Auf einer Gemeindekarte von 1841 werden die Gewässer östlich von Bengtsår so genannt. Amtliche Karten verzeichnen Kamsholmsfjärden als einen Namen in diesem Gebiet südlich von Basafjärden.
Durch Bengtsårfjärden verlief die Wasserstraße zum historischen Industrieort Skogby (Skogby bruk), die auf Seekarten aus dem 19. Jahrhundert verzeichnet ist. Aber bereits in der Wikingerzeit verlief hier eine Route, die durch eine Schleppstelle über die Halbinsel Hanko direkt mit dem Finnischen Meerbusen verbunden war.
Die Gegend war mehrmals Schauplatz von Kriegshandlungen, so während der Schlacht von Gangut 1714, dem Winterkrieg 1939–1940 und dem Fortsetzungskrieg 1941–1944.